# Effet trans
En chimie de coordination, l'effet trans se manifeste par la déstabilisation des ligands situés en position trans par rapport à d'autres ligands. Cet effet s'observe notamment dans les complexes à géométrie plane carrée, mais peut également être présent dans les complexes à géométrie octaédrique ; l'effet cis, en revanche, s'observe le plus souvent dans les complexes de métaux de transition à géométrie octaédrique.
L'effet trans rend les ligands concernés plus labiles, ce qu'on appelle l'effet cinétique. Il modifie également l'état fondamental de la molécule, notamment la longueur de ses liaisons et sa stabilité. Certains auteurs préfèrent parler d'influence trans pour  distinguer spécifiquement ces effets moléculaires de l'effet cinétique, tandis que d'autres auteurs emploient des termes plus spécifiques tels que effet trans structurel ou effet trans thermodynamique.
La découverte de l'effet trans est attribuée à Ilia Ilitch Tcherniaïev, qui l'identifia et le nomma en 1926.

## Effettranscinétique
L'intensité de l'effet trans cinétique mesuré par la vitesse de réaction de substitution du ligand trans suit la séquence :
F−, H2O, OH− < NH3 < py < Cl− < Br− < I−, SCN−, NO2−, SC(NH2)2, Ph− < SO32− < PR3, AsR3, SR2, CH3− < H−, NO, CO, CN−, C2H4.
L'exemple classique pour illustrer l'effet trans est la synthèse du cisplatine Cl2Pt(NH3)2 à partir du [PtCl4]2−. Le premier ligand NH3 est ajouté aléatoirement sur l'une des quatre positions occupées par un atome de chlore. Cependant, comme l'ion chlorure Cl− a un effet trans supérieur à celui de NH3, le second ligand NH3 est nécessairement ajouté en position trans d'un Cl−, et donc en position cis par rapport au premier ligand NH3.
A contrario, si l'on part du [Pt(NH3)4]2+, on obtient le produit trans :
L'effet trans peut être expliqué dans les complexes à géométrie carrée par des mécanismes d'addition/élimination faisant intervenir un intermédiaire à géométrie bipyramidale trigonale. Les ligands à fort effet trans sont généralement ceux présentant une forte π-acidité, comme les phosphines, ou une faible répulsion dπ-doublet non liant du ligand, comme l'ion hydrure, qui préfèrent les sites équatoriaux les plus π-basiques de l'intermédiaire. La deuxième position équatoriale est occupée par le ligand arrivant ; en raison de la réversibilité microscopique, le ligand partant doit également provenir d'une position équatoriale. Le troisième site équatorial est occupé par le ligand trans, de sorte que la cinétique favorise l'élimination du ligand situé en position trans du ligand induisant l'effet trans le plus fort.

## Effettransstructurel
L'effet trans structurel peut être quantifié expérimentalement par cristallographie aux rayons X, et s'observe sous la forme de l'élongation de la liaison entre le métal et le ligand situé en position trans d'un ligand induisant un effet trans. Une élongation pouvant atteindre 20 pm est observée avec les ligands induisant le plus fort effet trans, comme l'ion hydrure. Une influence cis peut également être observée, mais est moins sensible que l'influence trans. L'importance relative des influences cis et trans dépend de la configuration électronique du métal ; des modèles ont été proposés à partir de ses orbitales atomiques.

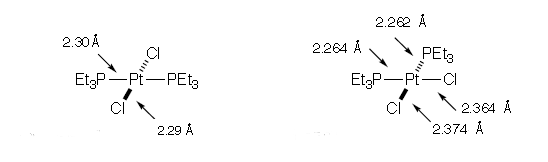
Exemple d'effet trans structurel : l'effet trans induit par les ligands triéthylphosphine est plus fort que celui induit par l'ion chlorure.